# Понікевка

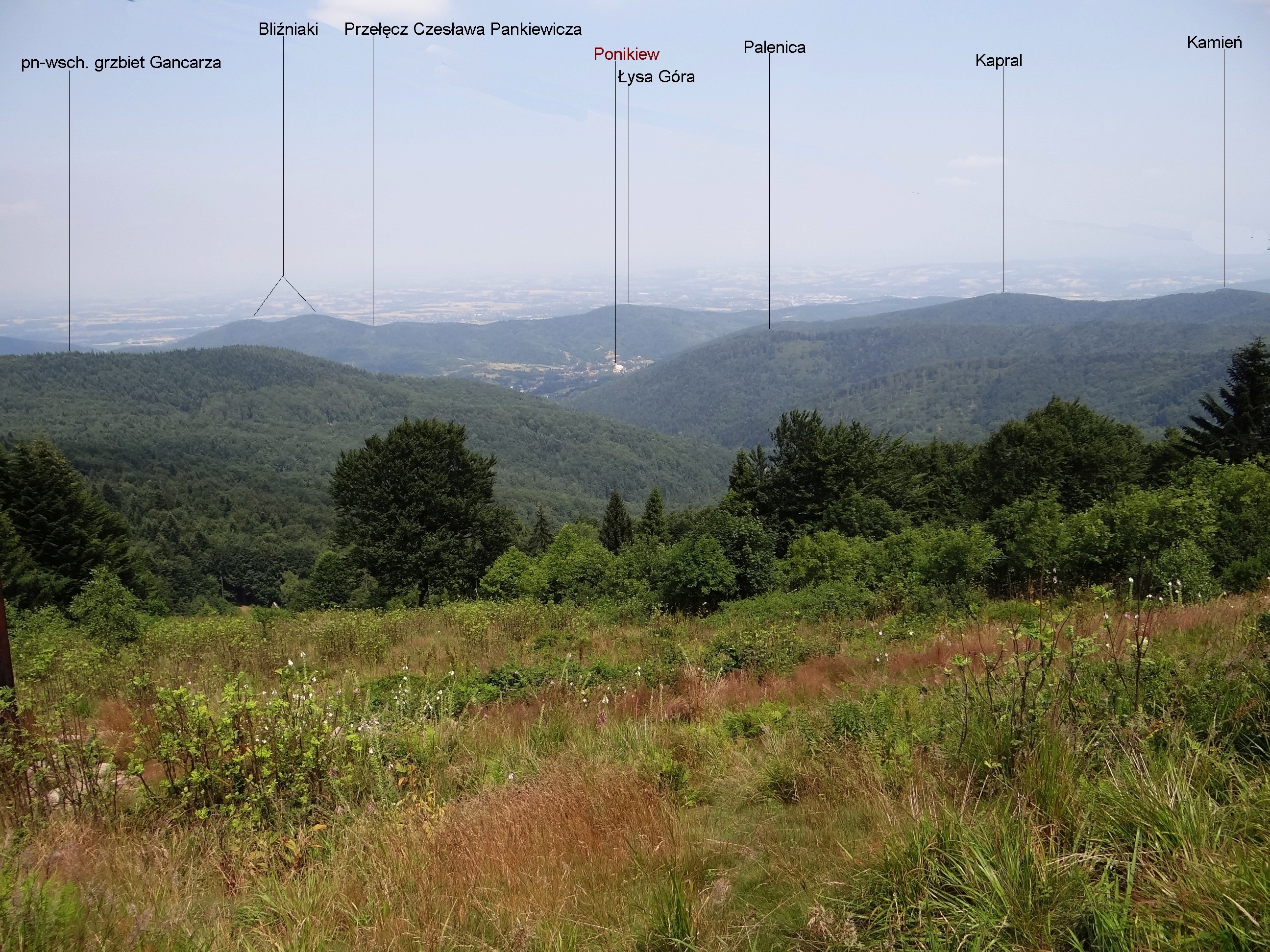
Вид з поляни Бескид на долині Понікевки

Понікевка (пол. Ponikiewka) — гірська річка в Польщі, у Вадовицькому повіті Малопольського воєводства. Ліва притока Скави, (басейн Балтійського моря).

## Опис
Довжина річки 8,79 км, найкоротша відстань між витоком і гирлом — 7,37  км, коефіцієнт звивистості річки — 1,20 . Формується безіменними притоками.

## Розташування
Бере початок на північно-східних схилах гори Чоло (775 м) на висоті 445 м над рівнем моря (гміна Вадовіце). Тече переважно на північний схід через село Понікев і впадає у річку Скаву, праву притоку Вісли.

## Цікавий факт
- Біля гирла річку перетинає автошлях  28 (Львів — Затор).